# Hôtel Richelieu (Mont-de-Marsan)
L'hôtel Richelieu est un établissement d'hébergement et de restauration situé à Mont-de-Marsan, chef-lieu du département français des Landes.

## Présentation
L'hôtel Richelieu est situé au n°3 rue Robert-Wlérick, dans le centre historique de Mont-de-Marsan, entre le théâtre municipal (occupant l'emplacement de l'ancien château vicomtal) et l'église de la Madeleine. Comportant vingt chambres, il est classé trois étoiles.

### Histoire
L'établissement est déjà un hôtel à la fin du XVIIIe siècle. Il porte successivement les noms : Auberge de l'Étoile d'Or, À l'Aigle Impérial, Hôtel des Diligences, Au Palais Royal - Hôtel des Diligences, Hôtel de France, avant de prendre son nom actuel d'Hôtel Richelieu. Le 22 novembre 1871 paraît une des premières publicités de l'Hôtel Le Richelieu (ancien Hôtel de France) publiée dans le « Journal des Landes », qui précise que l'établissement propose des services de table d'hôte, dîners de noce, chambres et appartements, écuries et remises. L'établissement est dirigé jusqu'au milieu des années 1930 par Paul Saint-Martin, cuisinier d'exception surnommé le « Vatel Landais ». Il est racheté le 25 septembre 1934 et exploité par Henri Pantel, le père de Monique Pantel.
L'hôtel est réquisitionné par l'autorité civile du 27 juin 1940 au 20 août 1944 pour servir exclusivement à l'autorité allemande qui y loge ses officiers pendant la période de l'Occupation. À cet effet, un état des lieux contradictoire est réalisé en date du 27 juin 1940 au matin par l'architecte Henri Dépruneaux (1867-1953), représentant l'État, et Henri Pantel, le propriétaire de l'établissement. Un nouveau constat est réalisé le 8 septembre 1944 par Maître Henri Debets, huissier près du tribunal civil de Mont-de-Marsan, permettant au propriétaire de demander une indemnisation à la libération de Mont-de-Marsan pour couvrir les frais occasionnés par les vols de matériel et les dégâts causés par l'occupant.

### Description
L'hôtel comporte un rez-de-chaussée et trois étages. La construction est une maçonnerie de moellons avec encadrement de baies, cordons, soubassements, pilastres, parties en pierre de taille et briques. La façade nord donne sur la rue Robert-Wlérick. L'arrière donne sur une cour qui permet l'aération et l'éclairage des différents appartements. Un vitrail réalisé par le maître-vitrier Mauméjean orne le bâtiment.

## Galerie
Décoration

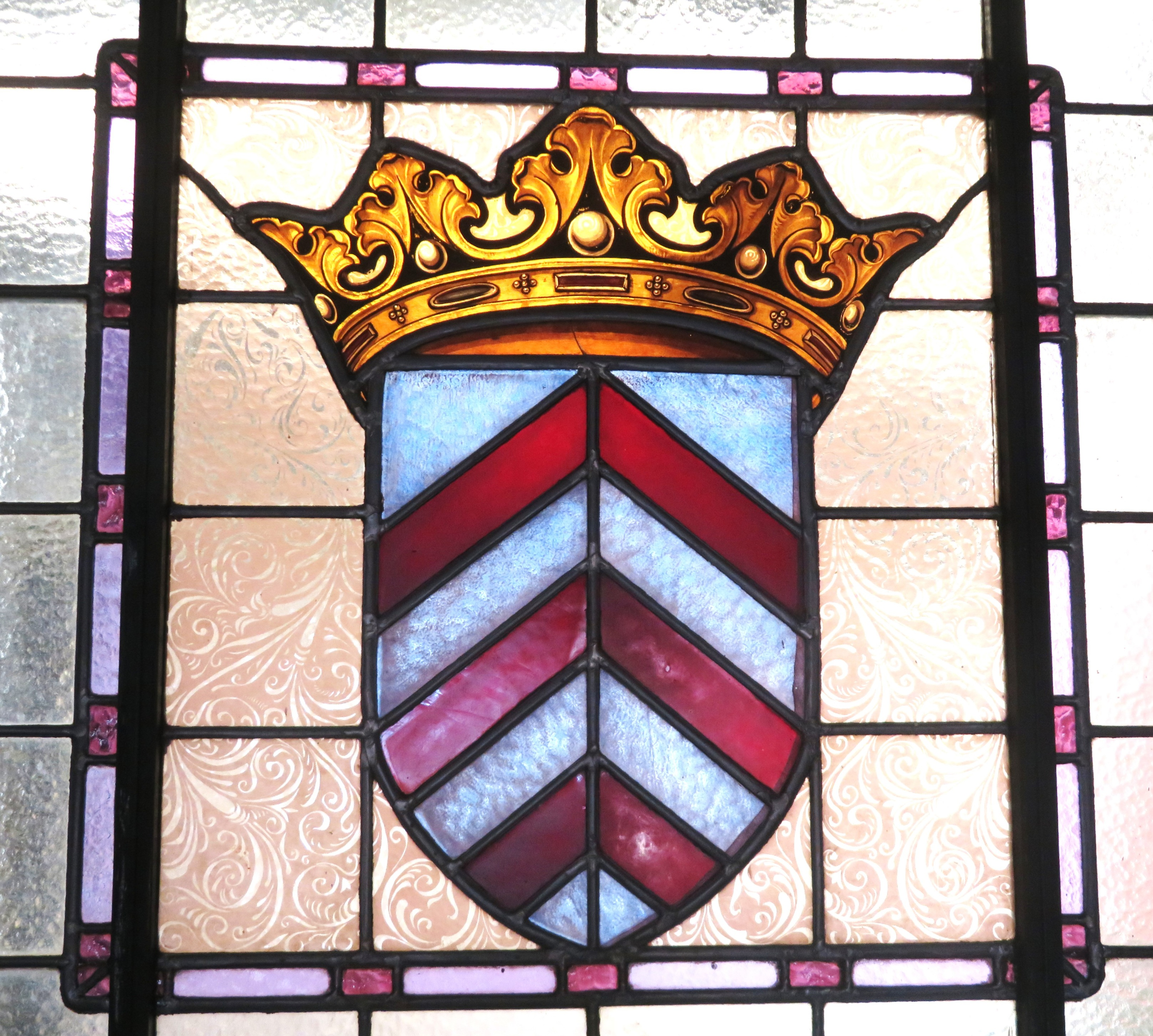
Vitrail Mauméjean.

Photos anciennnes

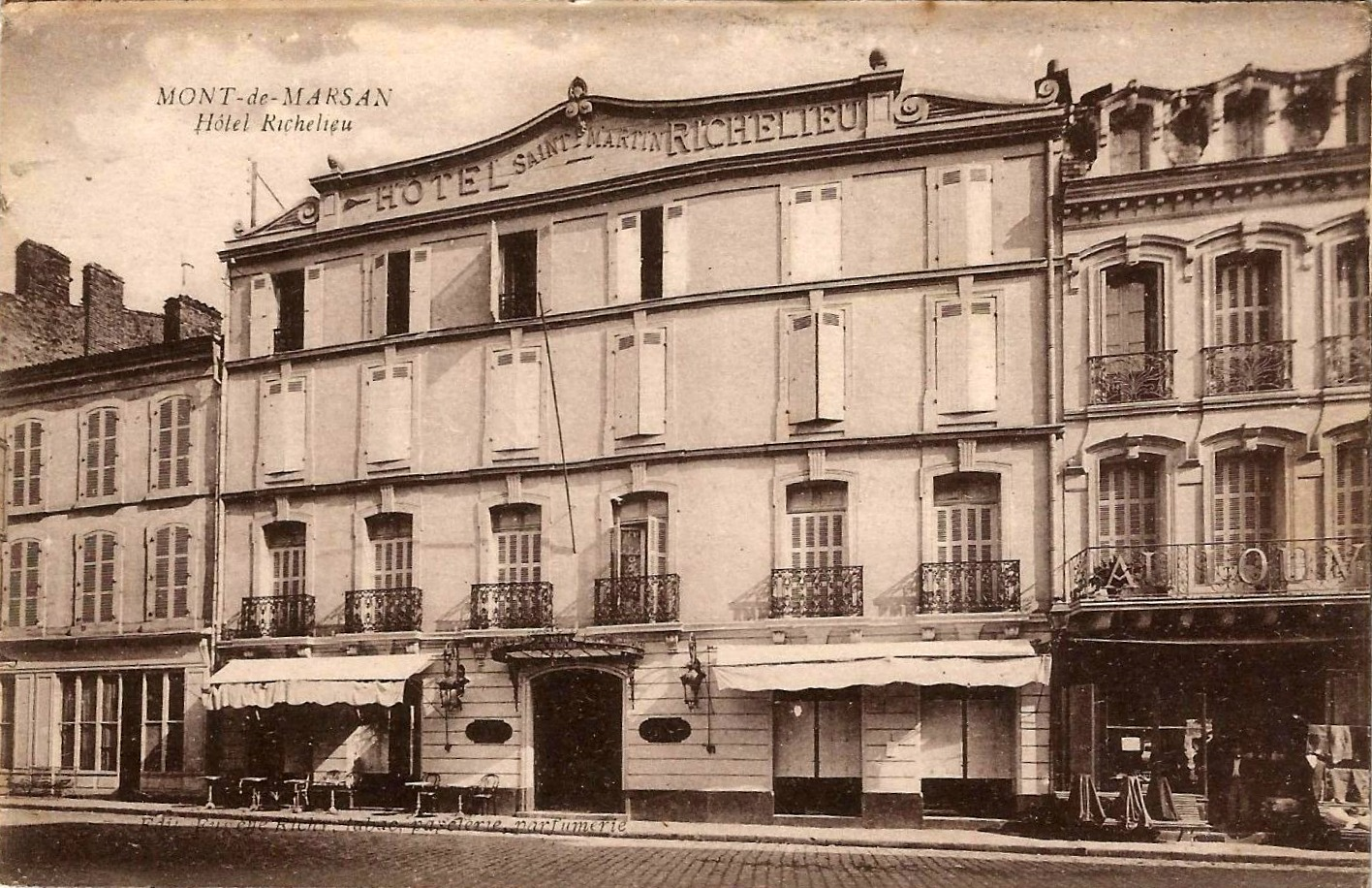
Façade de l'hôtel Saint-Martin Richelieu
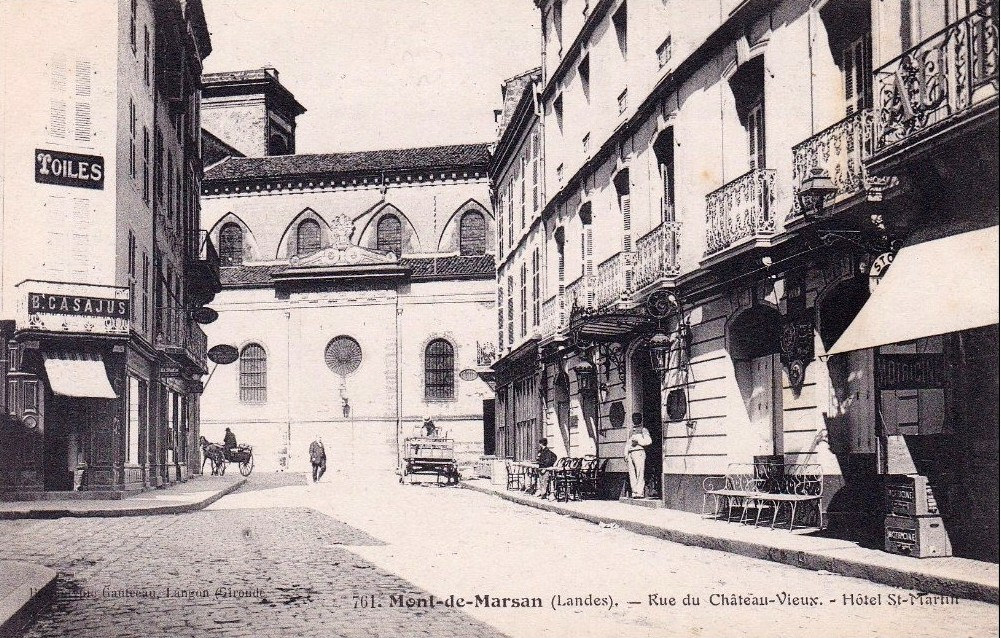
Photo ancienne de l'hôtel Richelieu Saint-Martin, rue du Château-Vieux. L'église de la Madeleine est en arrière-plan.
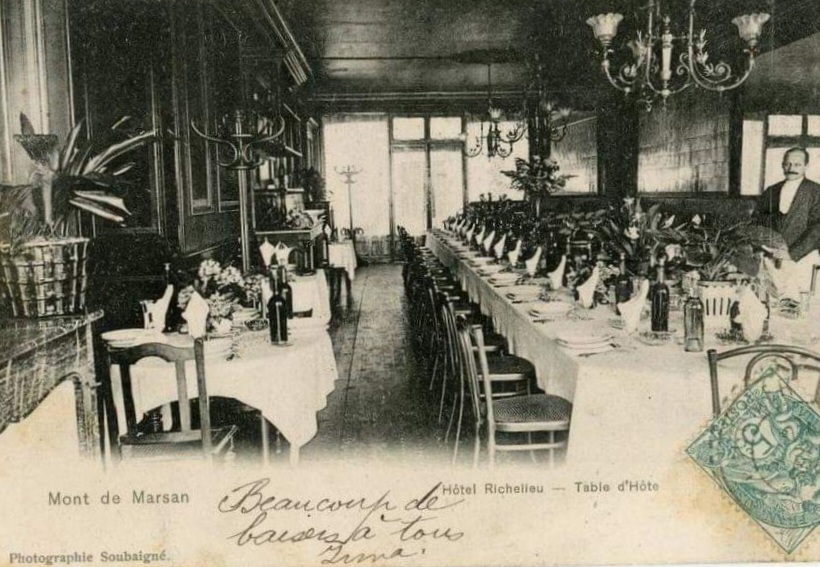
Table d'hôte

Documents

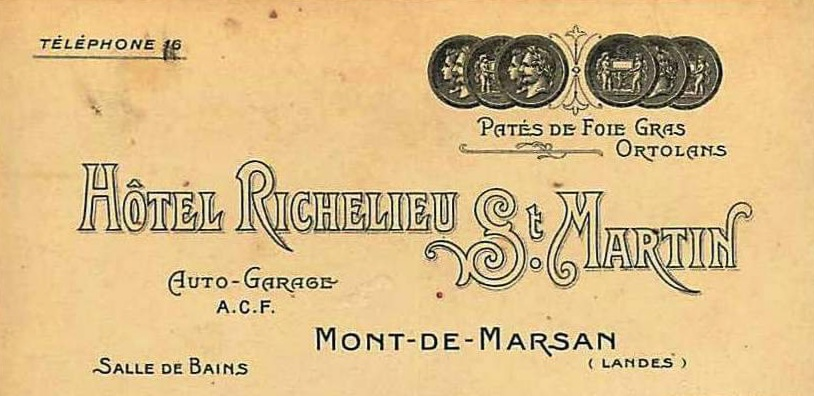
Carte de l'hôtel Richelieu (avant 1934).
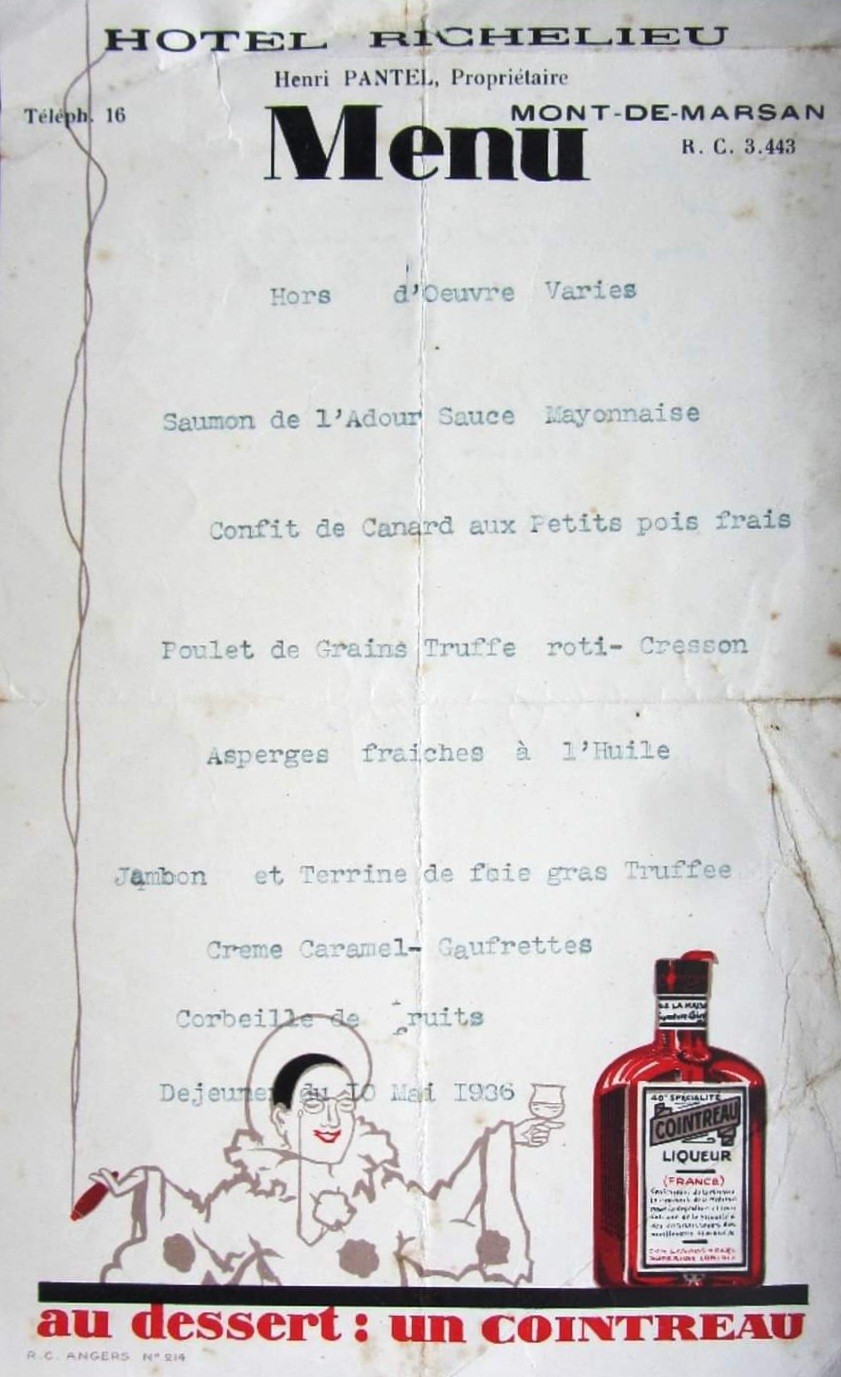
Menu du dimanche 10 mai 1936, incluant un Cointreau au dessert.